# Anastasia Nichita
Anastasia Nichita (Tătărești, 19 de fevereiro de 1999) é uma lutadora de estilo-livre moldava.

## Carreira
No Campeonato Europeu de Luta Livre Sub-23 de 2018 em Istambul, Turquia, Nichita ganhou a medalha de prata no evento feminino de 59 kg. No Campeonato Mundial de Luta Livre Sub-23 de 2019 em Budapeste, Hungria, ela também ganhou a medalha de prata no evento feminino de 59 kg. Na final, ela perdeu para Yumeka Tanabe do Japão.
Em 2019, no Campeonato Europeu de Luta Livre realizado em Bucareste, Romênia, Nichita ganhou uma das medalhas de bronze no evento feminino de 57 kg. No mesmo ano, ela também ganhou uma medalha de bronze no evento feminino de 57 kg nos Jogos Europeus de 2019 realizados em Minsk, Bielorrússia. Em sua luta pela medalha de bronze, ela derrotou Grace Bullen da Noruega. Em 2020, Nichita ganhou a medalha de ouro no evento feminino de 59 kg no Campeonato Europeu de Luta Livre realizado em Roma, Itália. Ela derrotou Bilyana Dudova da Bulgária na final. Nichita também ganhou a medalha de ouro no evento feminino de 57 kg na Copa do Mundo de Luta Livre Individual realizada em Belgrado, Sérvia.
Em 2021, Nichita ganhou uma das medalhas de bronze no evento de 59 kg no Campeonato Europeu de Luta Livre realizado em Varsóvia, Polônia. Ela ganhou a medalha de ouro em seu evento no Campeonato Europeu de Luta Livre Sub-23 de 2021 realizado em Skopje, Macedônia do Norte.
Nichita representou a Moldávia nos Jogos Olímpicos de Verão de 2020 em Tóquio, Japão. Ela competiu no evento feminino de 57 kg, onde venceu sua primeira luta contra Odunayo Adekuoroye da Nigéria e foi eliminada em sua próxima luta pela eventual medalhista de bronze Evelina Nikolova da Bulgária. No Campeonato Mundial de Luta Livre Sub-23 de 2021, realizado em Belgrado, Sérvia, ela competiu no evento feminino de 59 kg.
Em fevereiro de 2022, Nichita ganhou a medalha de ouro no evento feminino de 59 kg no Torneio Yasar Dogu realizado em Istambul, Turquia. Em março de 2022, ela ganhou a medalha de ouro no evento feminino de 59 kg no Campeonato Europeu de Luta Livre Sub-23 realizado em Plovdiv, Bulgária. No mesmo mês, Nichita também ganhou a medalha de ouro no evento de 59 kg no Campeonato Europeu de Luta Livre realizado em Budapeste, Hungria. Na final, ela derrotou Jowita Wrzesień da Polônia.
Nichita ganhou a medalha de ouro no evento de 59 kg no Campeonato Mundial de Luta Livre de 2022, realizado em Belgrado, Sérvia. Ela derrotou Grace Bullen da Noruega em sua luta pela medalha de ouro.
Nichita ganhou a medalha de ouro no evento feminino de 59 kg no Grand Prix Zagreb Open de 2023, realizado em Zagreb, Croácia. Ela ganhou a medalha de prata em seu evento no Torneio Ibrahim Moustafa de 2023, realizado em Alexandria, Egito. Nichita ganhou a medalha de ouro no evento feminino de 59 kg no Campeonato Europeu de Luta Livre de 2023, realizado em Zagreb, Croácia. Ela derrotou Yuliya Tkach da Ucrânia em sua luta pela medalha de ouro por vitória fácil.
Nichita ganhou a medalha de prata no evento de 57 kg no Campeonato Mundial de Luta Livre de 2023, realizado em Belgrado, Sérvia. Como resultado, ela ganhou uma vaga para a Moldávia para as Olimpíadas de Verão de 2024 em Paris, França. Em fevereiro de 2024, ela competiu no evento feminino de 59 kg no Campeonato Europeu de Luta Livre realizado em Bucareste, Romênia. Em agosto de 2024, Nichita ganhou a medalha de prata no evento feminino de 57 kg nas Olimpíadas. Na final, ela perdeu para Tsugumi Sakurai do Japão.